# Rogar

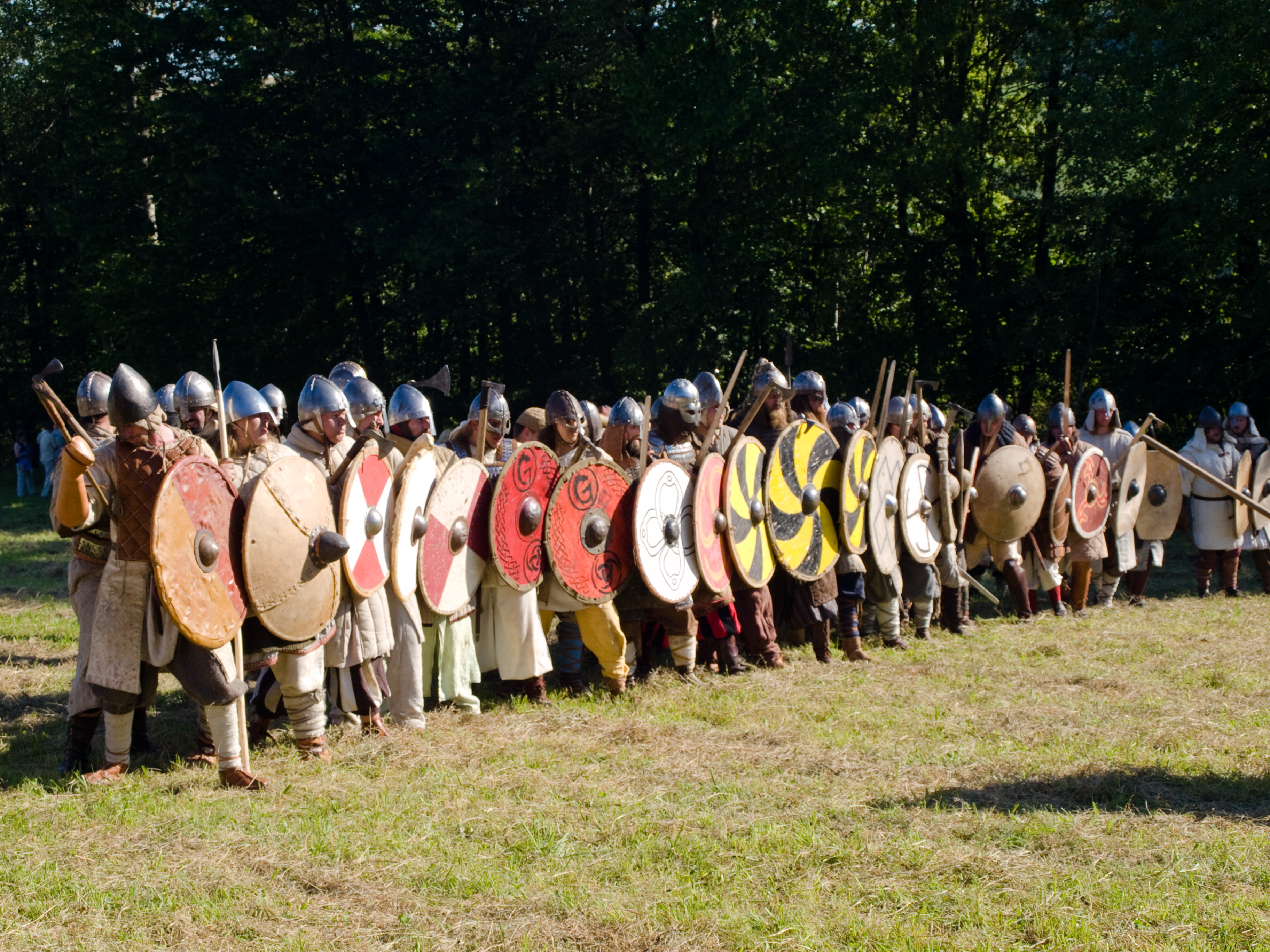
Bitva Rogar 2011

Rogar je název každoroční rekonstrukce raně středověké bitvy mezi Vikingy a Slovany odehrávající se na louce severovýchodně od vesnice Brdečný, patřící k obci Křečovice v okrese Benešov ve Středočeském kraji, asi 3,5 km jižně od města Neveklov. Pořádá ji občanské sdružení Midgard z Mnichovic, které se v roce 2005 oddělilo od sdružení Dunkelheim. V roce 2019 se Rogar nekonal z důvodu nedohody s majitelem pozemků. V roce 2020 se podařilo akci uspořádat na novém místě nedaleko Lojovic
Součástí akce je nejen bitva samotná, ale také doprovodný program ve formě dobového stanového městečka, ve kterém jsou prezentovány tehdejší řemesla a umění. Bitvy se pravidelně účastní několik stovek diváků a válečníků. V roce 2018 se koná dvanáctý ročník. 

## Galerie

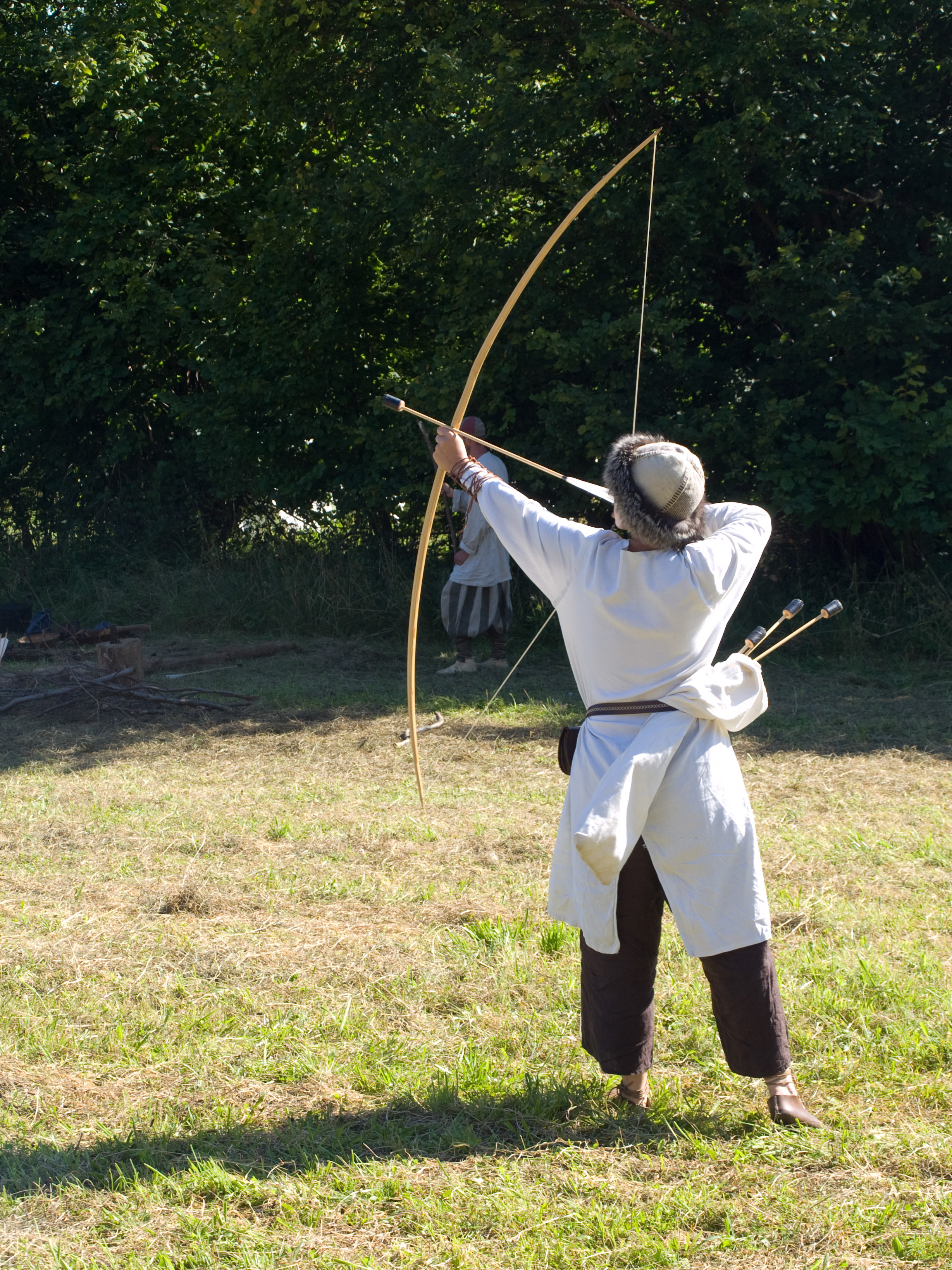
Lučištník při bitvě
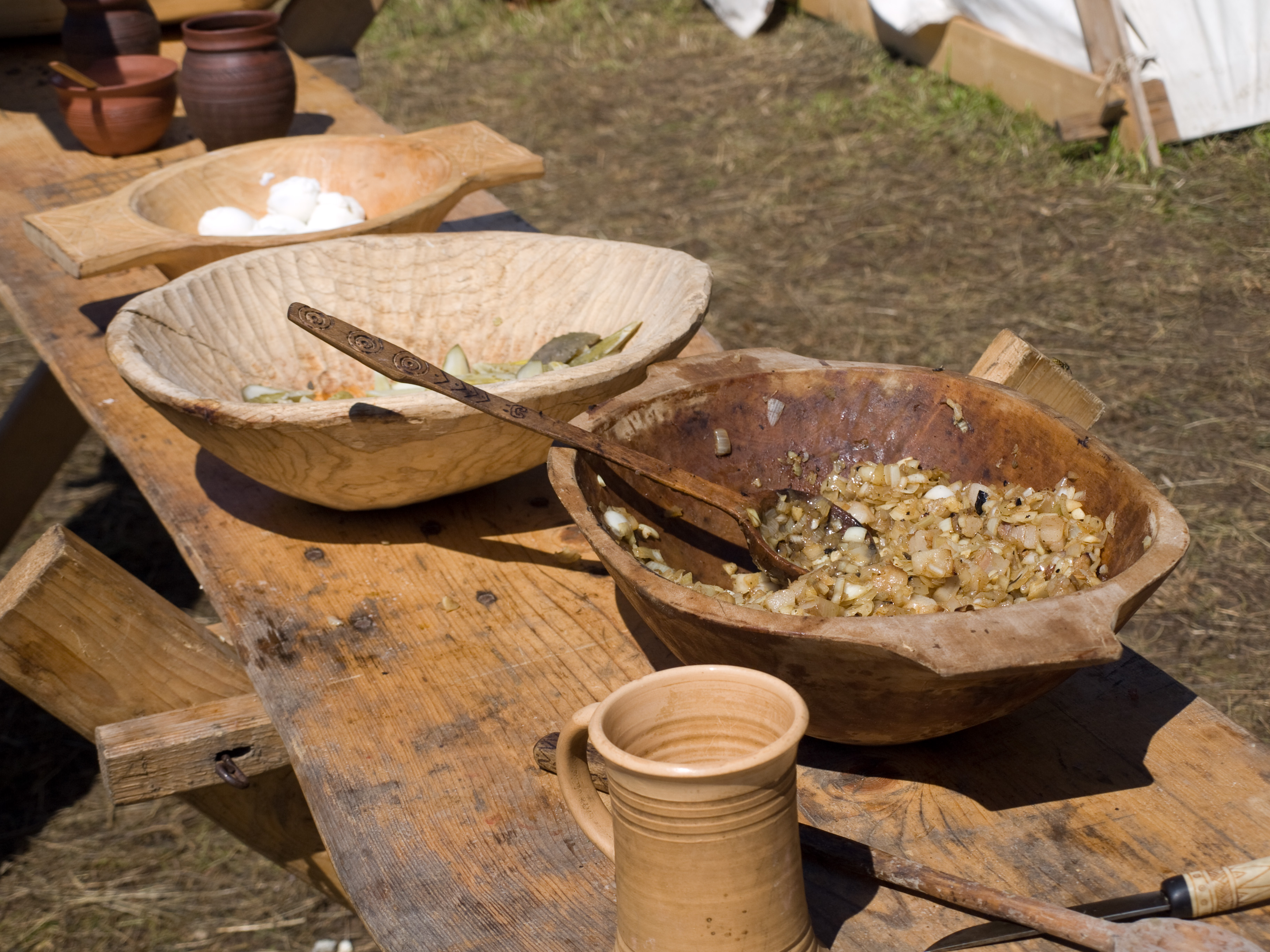
Polní kuchyně
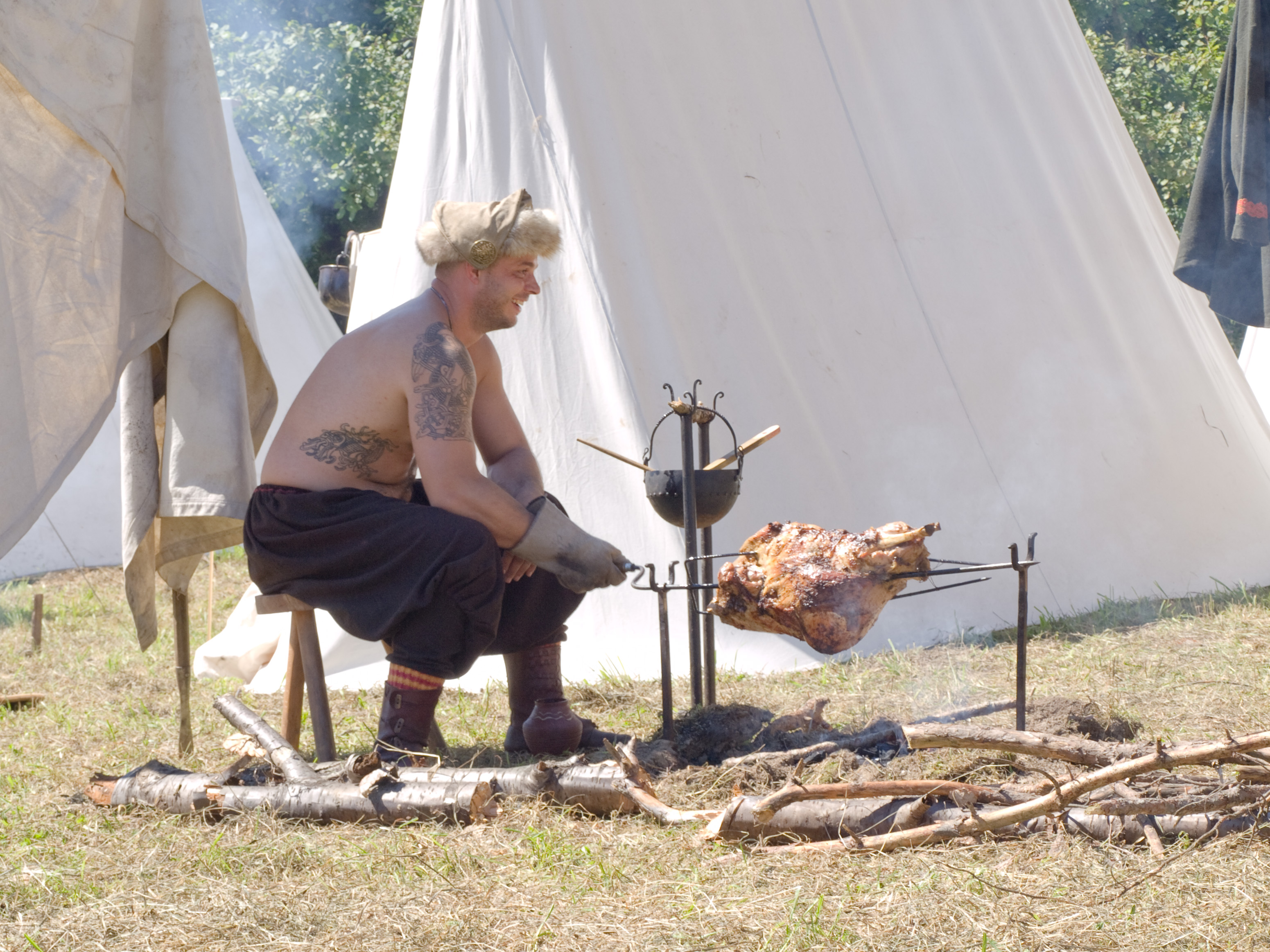
Pečení prasete
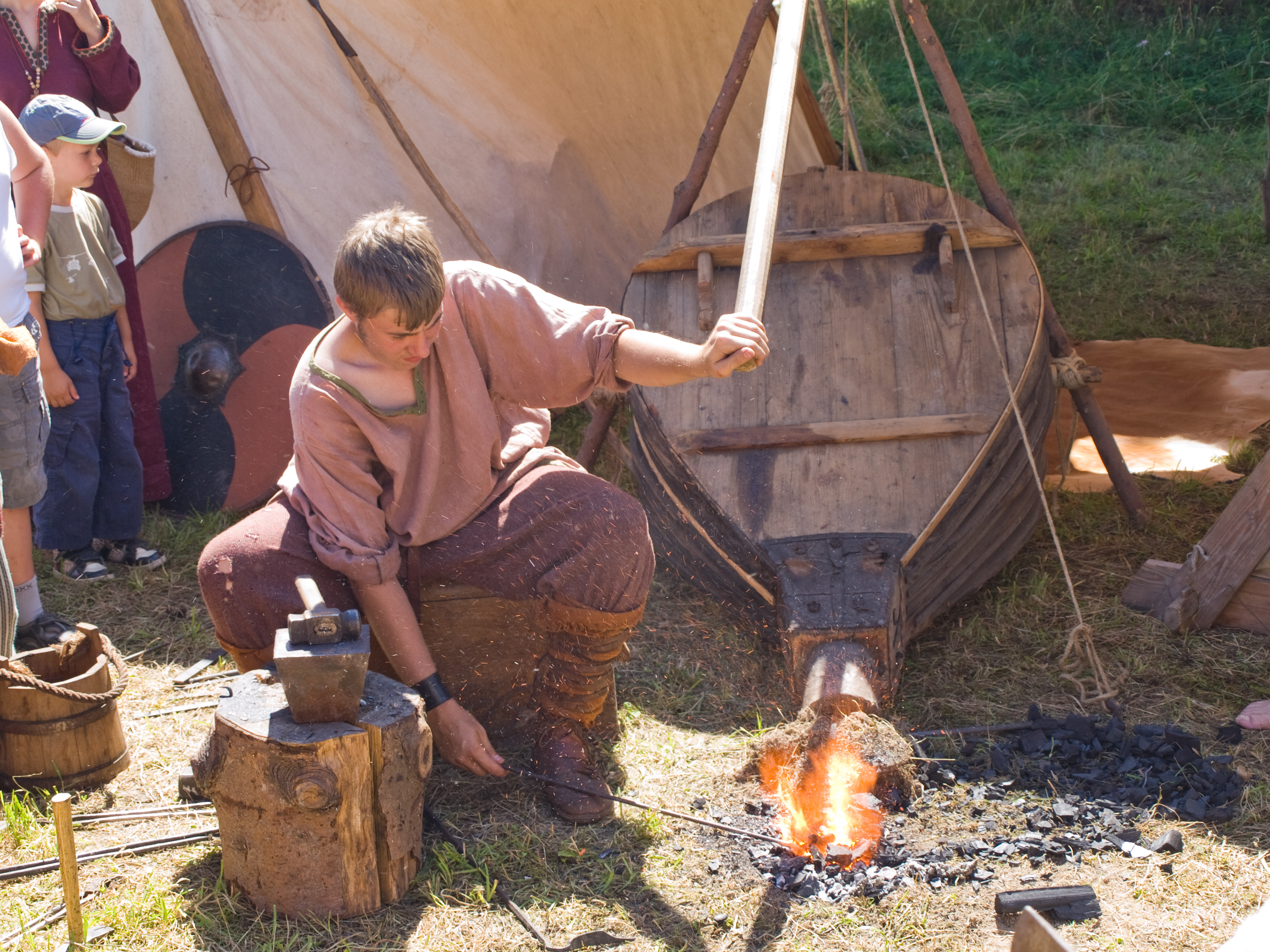
Kovář v městečku